# Jean Matet
Jean Matet est un artiste peintre et illustrateur français né à Montpellier le 5 juillet 1870 et mort à Paris 18e le 23 avril 1936.
Il illustra des livres d'enfants, et fournit à la compagnie des Chemins de fer de l'Ouest des compositions décoratives pour illustrer des affiches ou des publications diverses. Il travailla également pour l'édition musicale, en illustrant des partitions musicales (en particulier pour les éditions Ondet).

## Postérité
Dessinateur et illustrateur de grande qualité, Jean Matet reste peu connu car l'essentiel de son œuvre destinée à l'édition enfantine a été publiée sous forme de fascicules fragiles, souvent à colorier ou à découper, qui ont été détruits à l'occasion de leur utilisation.

## Publications illustrées
- Livret-Aquarelle, Costumes bretons en carte postale, souvenir de voyage, huit cartes postales à colorier et huit illustrations sur la Bretagne, avec des horaires pour les localités bretonnes, accompagnées de textes de chansons de Théodore Botrel, Paris, Devambez.
- Jean Matet - Nos amis. Imagerie Pellerin d'Epinal.